# معادله نرنست
در الکتروشیمی معادله نرنست معادله‌ای است که به کمک آن می‌توان دترمینان کاهش پتانسیل در حالت تعادل و در سلول الکتروشیمیایی به‌دست آورد و می‌توان از روی ولتاژ (نیروی محرکه الکتریکی) نیز همین کار را انجام داد. این نام به افتخار کاشف این فرمول به نام والتر نرنست است.
دو فرمول نهایی (نیم‌پیل، پیل):
1. پتانسیل تقلیل نیم-سلول:

{\displaystyle {\displaystyle E_{red}=E_{red}^{0}-{\frac {RT}{zF}}\ln {\frac {a_{\mbox{Red}}}{a_{\mbox{Ox}}}}}}
1. پتانسیل سلول کامل:

{\displaystyle E_{cell}=E_{cell}^{0}-{\frac {RT}{zF}}\ln Q}
که:
- {\displaystyle E_{red}} پتانسیل کاهشی نیم پیل
- {\displaystyle E_{red}^{0}} پتانسیل الکترود استاندارد
- {\displaystyle E_{cell}} پتانسیل سلول (نیروی محرکه الکتریکی)
- {\displaystyle E_{cell}^{0}} پتانسیل استاندارد سلول
- R ثابت عمومی گازها (۸٫۳۱۴۴۷۲ J.K-۱.mol-۱)
- T دمای مطلق. (TK = ۲۷۳٫۱۵ + T°C.)
- a میزان فعالیت شیمیایی. {\displaystyle a_{X}=\gamma _{X}[X]} که {\displaystyle \gamma _{X}} ضریب فعالیت نوع X است. (درحالی که ضرایب فعالیت با غلظت پایین به یک میل می‌کنند، فعالیت‌ها در معادله نرنست متناوباً با غلظت ساده جایگزین می‌شوند)
- F ثابت فارادی (اندازه بار بر مول الکترون، برابر با ۹٫۶۴۸۵۳۰۹×۱۰۴ C.mol-۱)
- z تعداد الکترون‌هایی است که در جریان برقکافت واکنش می‌دهند
- Q خارج قسمت واکنش است.

در دمای اتاق(۲۵ °C), RT/F برای پایانه‌ها ثابت ۲۵٫۶۷۹mV می‌توان جایگزین نمود.
{\displaystyle E=E^{0}-{\frac {59.1{\mbox{ mV}}}{z}}\log _{10}{\frac {a_{\mbox{Red}}}{a_{\mbox{Ox}}}}}.
معادله نرنست در فیزیولوژی برای پیدا کردن پتانسیل الکتریکی غشاء سلولی برحسب به یک نوع یون استفاده می‌شود